# Psammophis phillipsii
Psammophis phillipsii är en ormart som beskrevs av Hallowell 1844. Psammophis phillipsii ingår i släktet Psammophis och familjen snokar.
Denna orm förekommer i Afrika från Senegal och Sierra Leone till Sydsudan och Tanzania. Arten lever i låglandet och i bergstrakter upp till 1200 meter över havet. Honor lägger ägg.

## Underarter
Arten delas in i följande underarter:
- P. p. occidentalis
- P. p. phillipsii